# Étienne Pasquier

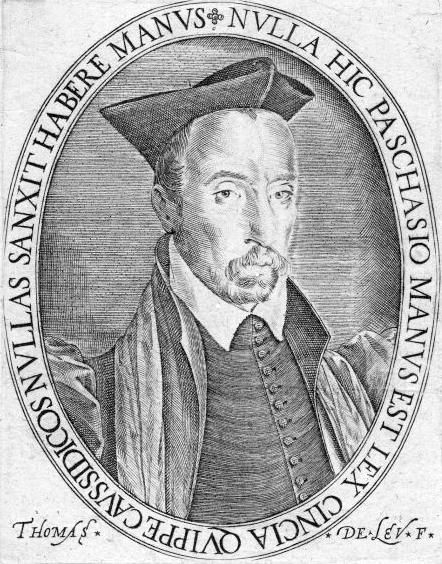
Étienne Pasquier.
Porträt von Thomas de Leu.

Étienne Pasquier (* 7. Juni 1529 in Paris; † 30. August 1615 ebenda) war ein französischer Jurist und Literat.

## Leben
Pasquier entstammte dem gebildeten Pariser Bürgertum und studierte Jura in Paris und Toulouse sowie in Bologna und Pavia, wo er neben seiner juristischen auch seine humanistische Bildung vervollkommnete und sich mit der seinerzeit als vorbildhaft geltenden italienischen Literatur beschäftigte. Hier aber auch, im gerade zwischen Frankreich und Deutschland/Spanien umkämpften Norditalien, wurde er sich seiner Identität als Franzose bewusst.
1549 zurück in Paris, erhielt er die Zulassung als Anwalt am Obersten Pariser Gericht, dem Parlement. Neben seiner offenbar nicht absorbierenden Tätigkeit als Jurist verkehrte er mit Autoren der Dichtergruppe La Pléiade, u. a. Pierre de Ronsard und Joachim du Bellay, und publizierte diverse kleinere Texte, in denen er häufig das idealistische, von italienischen Humanisten vertretene neuplatonische Liebesideal hinterfragt, dem er eine in Frankreich verbreitete nüchternere Sicht entgegensetzt.
Vor allem aber verfolgte Pasquier das Thema Frankreich, genauer das des Werdens und der Identität der französischen Nation. Deren Wurzeln sah er nicht, wie bis dahin üblich, bei den Römern oder den Franken oder gar dem legendären Trojaner Francus, sondern bei den keltischen Galliern. Sein Hauptziel war der Nachweis einer geradezu exemplarischen konstitutionellen und kulturellen Eigenständigkeit Frankreichs, die schon bei den Galliern angelegt gewesen, nach dem Intermezzo der Römerzeit wiederbelebt und dann von Königen, intellektueller Elite und Volk kontinuierlich weiterentwickelt worden sei (siehe auch Keltenideologie). Diese durchaus nationalistische Züge tragenden Vorstellungen legte er dar in der geschichtsphilosophischen Schrift Recherches de la France (1560) (deutsch „Forschungen über Frankreich“), mit der er zugleich die Idee propagierte, dass die Belange der in Jahrhunderten organisch gewachsenen Nation Vorrang hätten vor den wechselnden Partikularinteressen und insbesondere vor der religiös motivierten Parteilichkeit, mit der Katholiken und Protestanten das Land spalteten und sogar fremde Mächte in ihren Konflikt hineinzogen.
Mit seiner Idee vom Vorrang des Interesses der Nation war Pasquier einer der ersten „politiques“, jener bald wachsenden Zahl überkonfessionell denkender Intellektueller und politischer Köpfe, die angesichts der 1562 ausgebrochenen Religionskriege Frankreich zu befrieden versuchten, dies allerdings erst 1598 unter dem vom Protestantismus zum Katholizismus konvertierten neuen König Heinrich IV. schafften.
1564 machte Pasquier von sich reden durch ein fulminantes Plädoyer für die traditionsreiche, so typisch französische Pariser Universität, die Sorbonne, und gegen die ultramontan orientierten Jesuiten, die gerade das neuartige Collège de Clermont gegründet hatten. Mit seiner Schelte der quasi unpatriotischen Jesuiten hatte er ein Thema gefunden, das ihn immer wieder beschäftigen sollte, z. B. 1602 mit dem sarkastischen Catéchisme des Jésuites, dem später Blaise Pascal manche Anregung für seine Lettres provinciales (1656–1657) entnahm.
1585 wurde Pasquier (sicherlich auch dank dem Erfolg seiner Recherches) Generalstaatsanwalt am königlichen Rechnungshof, was er zwei Jahrzehnte lang blieb. Auch dieser Posten absorbierte ihn sichtlich nicht völlig, denn neben diversen kleineren, häufig polemischen Texten publizierte er ab 1586 viele Bände literarischer Briefe, die mit denen des Römers Plinius oder des Italieners Claudio Tolomei rivalisieren sollten.
Von 1588 bis 1594 war Pasquier Abgeordneter der Stadt Paris bei der intermittierend tagenden Versammlung der Generalstände in Blois. Er war mit dem Essayisten und Philosophen Michel de Montaigne befreundet.
Mit seinem Werdegang war er ein typischer Vertreter des neuen Amtsadels, der Noblesse de robe, d. h. einer aus der königlichen Justiz- und Verwaltungselite samt ihren Familien bestehenden Schicht zwischen dem höheren Bürgertum und dem älteren Adel, der Noblesse d’épée.

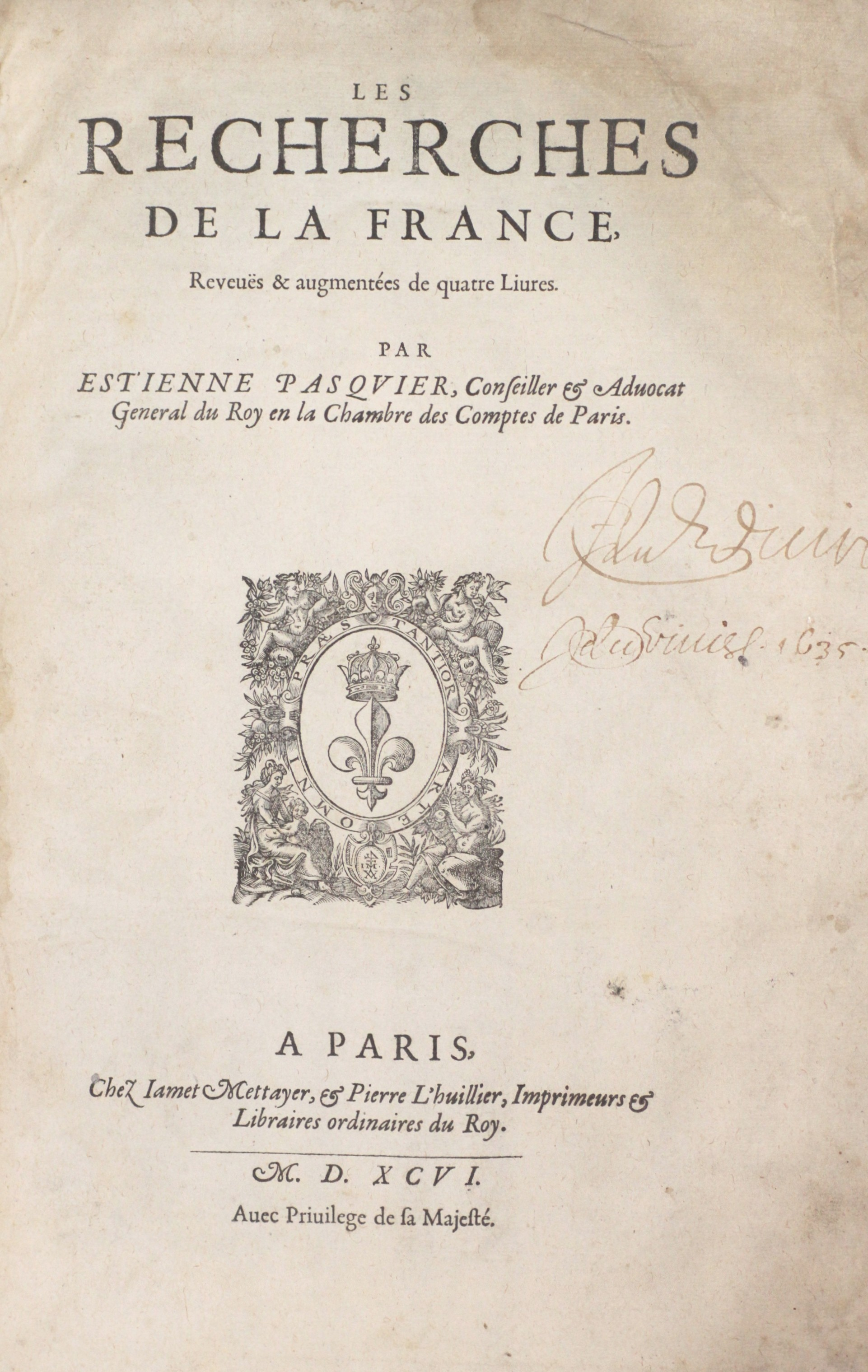
Recherches de la France. (1596)

Für die Zeitgenossen und die Nachwelt war er vor allem der Autor der Recherches, die nach der ersten Auflage 1560 nochmals 1565, 1596, 1607 (sowie postum 1621ff) in überarbeiteten und um neue Kapitel erweiterten Versionen erschienen.